# Ned Vizzini
Ned Price Vizzini (4 tháng 4 năm 1981 – 19 tháng 12 năm 2013) là một nhà văn người Mỹ. Anh là tác giả của bốn tác phẩm young adult, trong đó có It's Kind of a Funny Story, được Đài phát thanh Công cộng Quốc gia (NPR) xếp thứ 56 trong "100 Tiểu thuyết Tuổi teen Hay nhất". Cuốn sách còn được cải biên thành tác phẩm phim cùng tên.
Vizzini đã nhảy từ mái nhà tự sát vào mùa đông năm 2013, ở tuổi 32.

## Xuất thân
Vizzini lớn lên chủ yếu ở khu Park Slope của Brooklyn ở Thành phố New York. Anh theo học tại trường trung học Stuyvesant ở Manhattan, tốt nghiệp năm 1999. Tên khai sinh của anh là Edison Price Vizzini, nhưng mẹ anh thường gọi anh với cái tên Ned và những người khác cũng bắt chước gọi theo. Cho đến năm 1986, có quá nhiều người sử dụng cái tên này khiến giấy tờ trên trường lẫn lộn, anh đã chính thức đổi pháp lý tên của mình thành Ned Price Vizzini.
Các nhân vật và tình huống trong tác phẩm của Vizzini được cho là dựa trên quãng thời gian anh ở Stuyvesant.

## Sự nghiệp
Xuất bản đầu tiên của Vizzini là truyện ngắn "Horrible Mention" gửi cho tuần báo New York Press năm 1996. Anh đóng góp cho tờ báo với tư cách là một cây bút tự do, anh viết về mọi thứ, từ những kỳ nghỉ gia đình cho đến việc say xỉn trên đường phố với những đứa trẻ khác. Thành công trong công việc của Vizzini đã giúp anh nhận được lời mời đóng góp một bài báo tập trung vào thanh thiếu niên cho tạp chí The New York Times Magazine.
Tháng 5 năm 1998, bài viết ngắn Teen Angst? Nah! của Vizzini xuất hiện trên tờ The New York Times. Tiếp nối theo đó, một số loạt bài viêt trên New York Press của anh đã trở thành nội dung cốt lõi cho cuốn sách đầu tay Teen Angst? Naaah... một xuất bản hồi ký viết về thời niên thiếu. Đây là một tuyển tập truyện ngắn, hầu hết đều được đăng trước đó trên New York Press và The New York Times Magazine. Cuốn sách được chia nhỏ theo các năm từ trung học cơ sở đến trung học phổ thông và trở về sau.
Năm 2004, cuốn tiểu thuyết đầu tiên Be More Chill được xuất bản. Một bài đánh giá trên tờ New York Times Book Review cho rằng Be More Chill, kể về một học sinh trung học tên Jeremy Heere, bị tiêm một viên thuốc siêu máy tính vào não khiến anh ấy trở nên ngầu, "chính xác đến mức nó phải kèm theo một lời cảnh báo," nói thêm rằng "Nếu không vì hài hước đến thế, cuốn tiểu thuyết đầu tay [của Vizzini] có thể sẽ quá đau đớn để đọc."
Be More Chill về sau được cải biên thành nhạc kịch vào năm 2015, nhạc và lời do Joe Iconis sáng tác và mở màn tại Nhà hát Two River ở New Jersey. Ba năm sau, bản off-Broadway được khai mạc tại Nhà hát Signature ở New York, nối tiếp là một bản Broadway ra mắt vào tháng 2 năm sau đó.
Năm 2006, cuốn tiểu thuyết thứ hai It's Kind of a Funny Story của Vizzini được xuất bản. Tác phẩm dựa trên năm ngày lưu trú nhà tâm thần của Bệnh viện Methodist ở Brooklyn. Cuốn sách kể về nhân vật Craig Gilner mười lăm tuổi chiến đấu với chứng trầm cảm muốn tự tử, khi bước vào viện tâm thần, cậu gặp gỡ những người khác đang đấu tranh với các vấn đề sức khỏe tâm thần tương tự và cậu bắt đầu cảm thấy như mình không còn đơn độc. Một bài đánh giá của Los Angeles Times gọi cuốn tiểu thuyết là "ấn tượng", ghi chép rằng "Cảm giác về nhịp văn, cấu trúc và nhân vật của Vizzini rất trọn vẹn, và ngôn ngữ đời thường của anh ấy rất chuẩn xác, đồng thời nắm bắt được chứng hoang tưởng và sự tiêu cực ám ảnh của bệnh trầm cảm cũng như sự sự tò mò về tình dục của tuổi mới lớn."
Năm 2012, cuốn tiểu thuyết thứ ba The Other Normals của Vizzini được xuất bản. Viết theo dòng văn "viễn tưởng alternative", tác phẩm nói về một thiếu niên rơi vào một thế giới giả tưởng vốn là nền tảng của trò chơi nhập vai yêu thích của cậu ấy. Một bài đánh giá trên The Austin American-Statesman cho hay, "Sự thông minh sắc sảo từ các tác phẩm trước đó của tác giả Ned Vizzini cũng được hiện diện rõ trong này."
Cùng với Nick Antosca, Vizzini đã viết kịch bản cho hai tập của phim truyền hình siêu nhiên Teen Wolf mùa 2012 trên kênh MTV. Vizzini và Antosca từng làm biên tập cốt truyện cho bộ phim truyền hình dài tập Last Resort năm 2013 của ABC. Cả hai có tên trong danh sách cuối phim của tập phim "Nuke It Out" với vai trò biên kịch.
Năm 2013, Vizzini và nhà làm phim Chris Columbus xuất bản cuốn tiểu thuyết House of Secrets, tác phẩm đầu tiên trong bộ sách giả tưởng cho lứa tuổi thiếu nhi. Cuốn sách ra mắt trong danh sách bán chạy nhất của New York Times và giữ nguyên vị trí đó trong bốn tuần. Entertainment Weekly đã đánh giá cuốn sách ở mức A−.
Nhiều bài tham luận và phê bình của Ned Vizzini đã được lên The New York Times, The Los Angeles Review of Books, và Salon.
Vizzini đã đi phát biểu tại nhiều trường học và thư viện trên khắp thế giới, nói về sức khỏe tâm thần, sáng tác và chỉ dạy cho những học sinh cách có thể dùng con chữ như một liều thuốc tâm thần. Anh đã từng phát biểu tại UCLA; Dalton; Thư viện Công cộng Brooklyn, New York và Chicago; Đại học Tiểu bang Murray; Đại học New York; Hội đồng giáo viên Ngữ văn Anh Toàn quốc; và sự kiện Master's Tea của Yale.
Từ năm 2006 đến 2012, Vizzini đã đứng ra tổ chức một lớp giao lưu viết sáng tác cho thanh thiếu niên địa phương. Các buổi giao lưu được tổ chức hàng tháng tại hiệu sách Barnes & Noble ở Park Slope. Những bạn trẻ tham dự có cơ hội được xuất bản tác phẩm của mình trên blog của nhóm, "Give Us Money".

## Qua đời
Ngày 19 tháng 12 năm 2013, tại Brooklyn, New York, Ned Vizzini đã tự sát ở độ tuổi 32, để lại người vợ Sabra và một người con trai. Văn phòng giám định của thành phố New York cho biết anh có nhiều chấn thương do va đập mạnh. Người anh trai Daniel nói với phóng viên rằng Vazzini đã nhảy từ nóc nhà nơi cha mẹ họ sinh sống. Người thân nói rằng Vazzini đã chiến đấu với căn bệnh trầm cảm trong một thời gian dài.

## Danh mục tác phẩm
- Teen Angst? Naaah... (2000)
- Be More Chill (2004)
- It's Kind of a Funny Story (2006)
  - Một Câu Chuyện Chán Đời Buồn Cười (2014), bản dịch tiếng Việt của Dương Ngọc Lâm, do Alphabooks & Nhà xuất bản Lao Động phát hành [25] ISBN 9786045921326
- The Other Normals (2012)
- House of Secrets (2013)
- House of Secrets: Battle of the Beasts (2014)